# 竹内平吉
竹内 平吉（たけうち へいきち、1887年（明治20年）9月6日 - 1972年（昭和47年）4月14日）は、日本の作曲家、指揮者、チェロ奏者。帝国劇場附属洋楽部の初代楽長、宝塚少女歌劇作曲家、指揮者。

## 人物・来歴
静岡県出身。1906年（明治39年）、静岡県立静岡中学校卒業。東京音楽学校卒業。チェロをハインリヒ・ヴェルクマイスターに、音楽理論をアウグスト・ユンケルに学ぶ。1911年（明治44年）に新設された帝国劇場附属洋楽部の初代楽長として迎えられ、チェリスト、専任指揮者としてジョヴァンニ・ヴィットーリオ・ローシーとともに創成期のオペラ指導に尽力。1923年（大正12年）に起きた関東大震災を機に宝塚少女歌劇に移り、指揮者を務める。同団では作曲家としても活躍、大正・昭和期の音楽劇の発展に力を注いだ。傍ら宝塚交響楽協会のチェリスト・指揮者としても活動。校歌・応援歌から神楽まで、幅広く作曲を手がけた。

## 作品

### 宝塚で作曲を担当した音楽劇
- 久松一声作「笛争ひ」
- 楳茂都陸平作「火とり虫」「ドナウの流れ」、
- 坪内士行作「古柳の嘆き」
- 岸田辰弥作「シャクンタラ姫」
- 宇津秀男作「ジャンダーク」
- 白井鉄造作「サルタンバンク」
- 岩村和雄作「絶えざる動き」
- 小野晴通作「霊泉」

### 校歌・応援歌など
- 神戸大学 応援歌「宇宙を股に」
- 四條畷学園 学園歌
- 兵庫県立有馬高等学校 校歌
- 川西市立川西小学校 校歌
- 宝塚市立小浜小学校 校歌

## 関連書籍
- 『タカラヅカという夢』[2]（第2部 タカラヅカとその時代(宝塚歌劇の作曲家竹内平吉について））田畑きよ子　青弓社 2014